# Graphidipus aureocapitaria
Graphidipus aureocapitaria är en fjärilsart som beskrevs av Heinrich Benno Möschler 1890. Graphidipus aureocapitaria ingår i släktet Graphidipus och familjen mätare. Inga underarter finns listade i Catalogue of Life.